# Caloptilia bipunctata
Caloptilia bipunctata är en fjärilsart som beskrevs av Tosio Kumata 1982. Caloptilia bipunctata ingår i släktet Caloptilia och familjen styltmalar. Inga underarter finns listade i Catalogue of Life.